# 天主教伊林加教区
天主教伊林加教區 （拉丁語：Dioecesis Iringaënsis）是坦桑尼亞一個羅馬天主教教區，屬姆貝亞總教區。
1922年3月3日設立宗座監牧區，1948年1月8日升為代牧區。1953年3月25日升為教區。
教區包括了伊林加區北部，2006年有教友588,439人（佔轄區總人口24.9%）、卅三個堂區、九十二名司鐸。現任教區主教為塔尔奇希奥·恩加拉来库姆瓦塔。